# 기니피그속
기니피그속 또는 천축서속(Cavia)은 천축서과에 속하는 설치류 속이다. 가장 많이 알려져 있는 종은 기니피그로 남아메리카에서 중요한 식용 동물이고, 남아메리카 밖에서는 흔한 가정용 애완 동물이다.

## 특징
야생에서 몸길이는 20~40cm이고 몸무게는 500~1500g이다. 털이 길고 비교적 거칠며 회색빛 또는 갈색을 띤다. 다리가 짧고 튼튼하며, 앞발에 4개 뒷발에 3개의 발가락을 갖고 있다. 발톱이 모두 날카롭다.

## 분포
남아메리카 대부분의 지역에서 흔하게 서식하지만 아마존강 분지와 대륙 남단에서만 발견되지 않는다.

## 하위 종
- 브라질기니피그 (C. aperea)
- 아마존기니피그 (C. fulgida)
- 산타카타리나기니피그 (C. intermedia)
- 큰기니피그 (C. magna)
- 기니피그 (C. porcellus)
- 산지기니피그 (C. tschudii)

## 계통 분류
다음은 천축서과의 계통 분류이다.

|  | \| \| 기니피그속 \| \| \| \| \| \| 산악천축서속 \| \| \| \| |
|  |                                                             |
|  | 노랑이빨천축서속                                            |
|  |                                                             |
|  | 기니피그속                                                  |
|  |                                                             |
|  | 산악천축서속                                                |
|  |                                                             |

|  | 기니피그속   |
|  |              |
|  | 산악천축서속 |
|  |              |

| 카피바라아과 | \| \| 카피바라속 \| \| \| \| \| \| 바위천축서속 \| \| \| \| |
|              | \| \| 카피바라속 \| \| \| \| \| \| 바위천축서속 \| \| \| \| |
| 마라아과     | 마라속                                                      |
|              | 마라속                                                      |
|              | 카피바라속                                                  |
|              |                                                             |
|              | 바위천축서속                                                |
|              |                                                             |

|  | 카피바라속   |
|  |              |
|  | 바위천축서속 |
|  |              |

|  | \| \| 기니피그속 \| \| \| \| \| \| 산악천축서속 \| \| \| \| |
|  |                                                             |
|  | 노랑이빨천축서속                                            |
|  |                                                             |
|  | 기니피그속                                                  |
|  |                                                             |
|  | 산악천축서속                                                |
|  |                                                             |

|  | 기니피그속   |
|  |              |
|  | 산악천축서속 |
|  |              |

| 카피바라아과 | \| \| 카피바라속 \| \| \| \| \| \| 바위천축서속 \| \| \| \| |
|              | \| \| 카피바라속 \| \| \| \| \| \| 바위천축서속 \| \| \| \| |
| 마라아과     | 마라속                                                      |
|              | 마라속                                                      |
|              | 카피바라속                                                  |
|              |                                                             |
|              | 바위천축서속                                                |
|              |                                                             |

|  | 카피바라속   |
|  |              |
|  | 바위천축서속 |
|  |              |